# Tháp truyền hình Minh Châu Phương Đông
Tháp truyền hình Minh Châu Phương Đông (Giản thể: 东方明珠塔, Phồn thể:  東方明珠塔, Bính âm: Dōngfāng Míngzhūtǎ, tên đầy đủ: 东方明珠广播电视塔) là một tháp truyền hình ở Thượng Hải, Trung Quốc. Tòa tháp tọa lạc bên bờ sông Hoàng Phố thuộc Lục Gia Chủy, quận Phố Đông, đối diện với Bến Thượng Hải. Công trình này được khởi công xây dựng vào năm 1991 và hoàn thành vào năm 1995. Với độ cao 468 mét (1.535 ft), đây trở thành công trình cao nhất Trung Quốc suốt 14 năm liên tục từ năm 1994 đến năm 2007, trước khi bị soán ngôi bởi Trung tâm Tài chính Thế giới Thượng Hải.
Tòa tháp tổng cộng có 11 khối cầu lớn nhỏ khác nhau. Trong đó 2 khối cầu lớn và dễ thấy nhất nằm dọc theo chiều dài của tháp, khối cầu dưới có đường kính 50 mét (160 ft), khối cầu trên có đường kính 45 mét (148 ft). Chúng được liên kết với nhau bởi 3 cột trụ, mỗi cột có đường kính 9 mét (30 ft). Khối cầu nằm tại vị trí cao nhất có đường kính là 14 mét (46 ft).

## Sử dụng
Tòa tháp có tất cả 15 đài quan sát. Đài quan sát cao nhất có tên là Space Module nằm ở độ cao 351 mét (1.152 ft). Các đài quan sát thấp hơn là Sightseeing Floor và Space City lần lượt ở độ cao 263 mét (863 ft) và 90 mét (300 ft).
Trên đỉnh tháp lắp ăng ten mục đích phát sóng các chương trình TV và radio có độ cao lên tới 118 mét (387 ft), khiến toàn bộ chiều cao của tháp được nâng lên tới 468 m (1.535 ft).
Công trình này cũng được sử dụng với nhiều mục đích khác nhau. Ở độ cao 267 mét (876 ft) của tòa tháp có một nhà hàng xoay. Tháp cũng có các khu vực triển lãm và một trung tâm mua sắm nhỏ. Giữa hai quả cầu lớn còn có một khách sạn 20 phòng mang tên Space Hotel.

## Sự cố
Vào ngày 13 tháng 4 năm 2010, ăng ten trên đỉnh tháp bốc cháy vào khoảng 2 giờ sáng theo giờ địa phương. Ngọn lửa sau đó được lực lượng cứu hỏa dập tắt. Không có trường hợp thương nào được ghi nhận sau sự cố này. Thời điểm trước khi xảy ra sự cố hỏa hoạn, tại đây đã có giông, bão.

## Hình ảnh

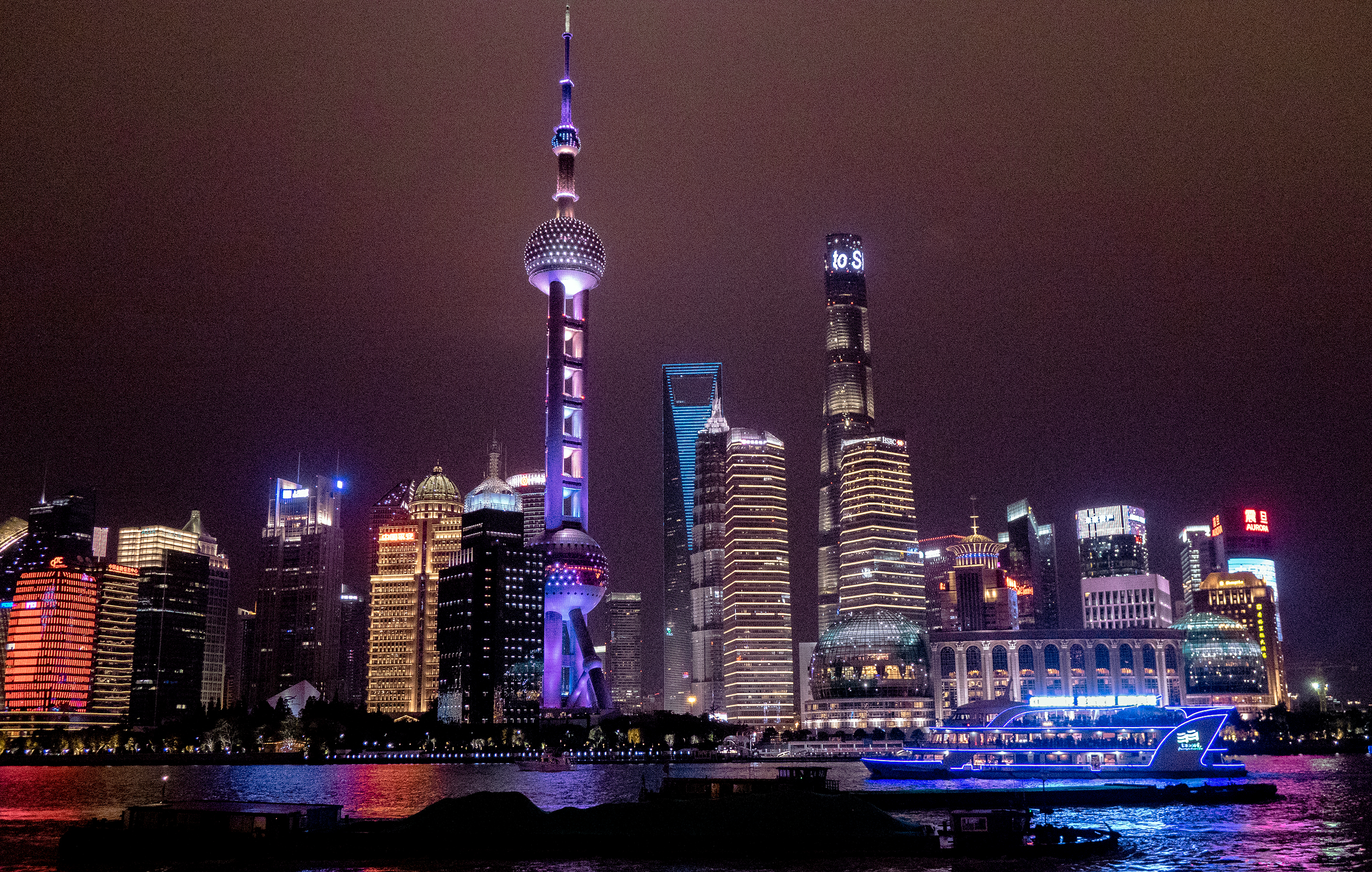
Tháp Minh Châu Phương Đông về đêm.
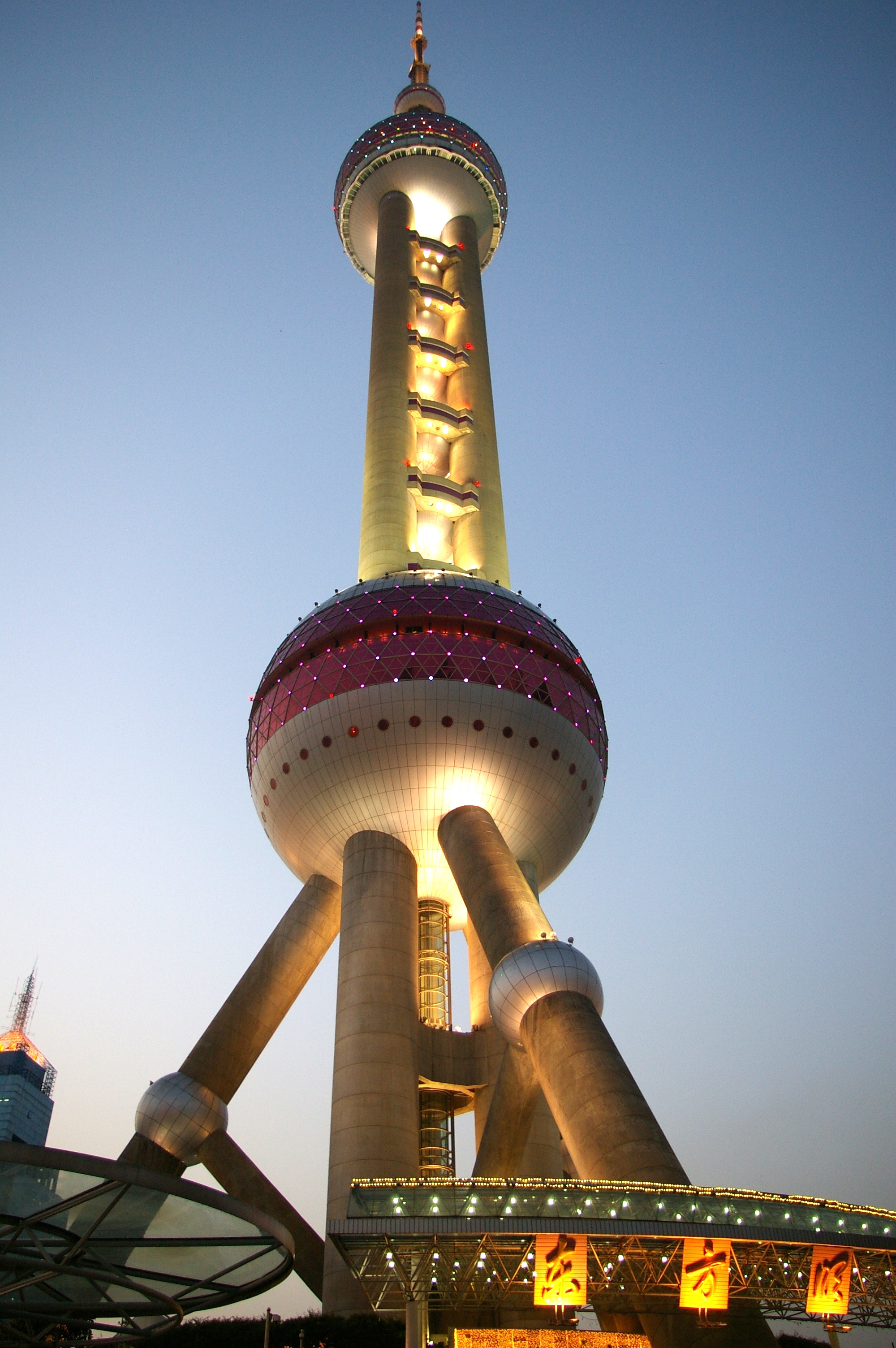
Góc nhìn từ chân tháp.
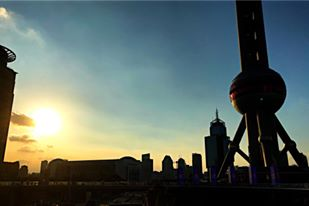
Tòa tháp đón cảnh hoàng hôn.

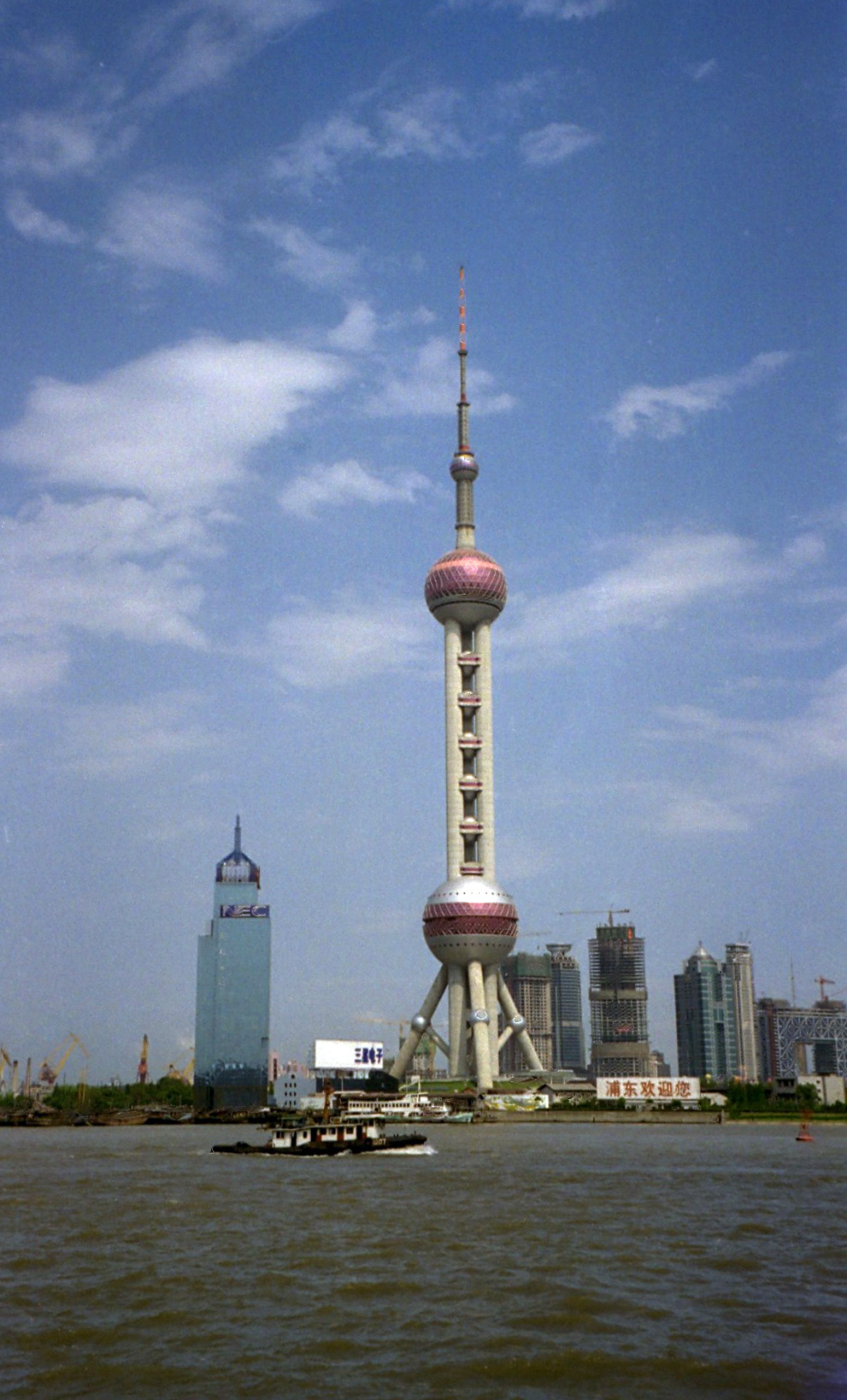
Tòa tháp nhìn từ Bến Thượng Hải năm 1996
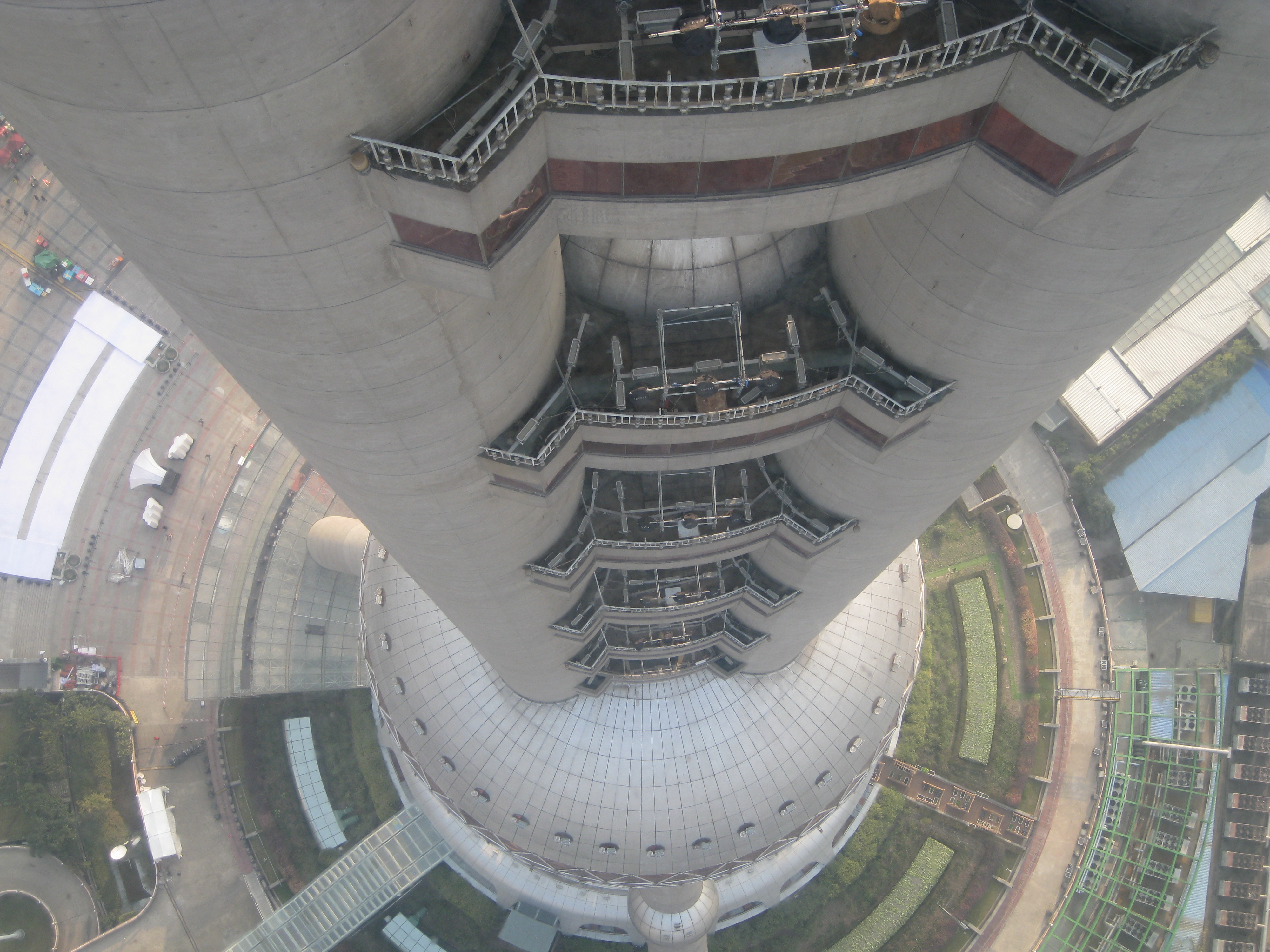
Hình dáng tòa tháp khi nhìn từ trên xuống
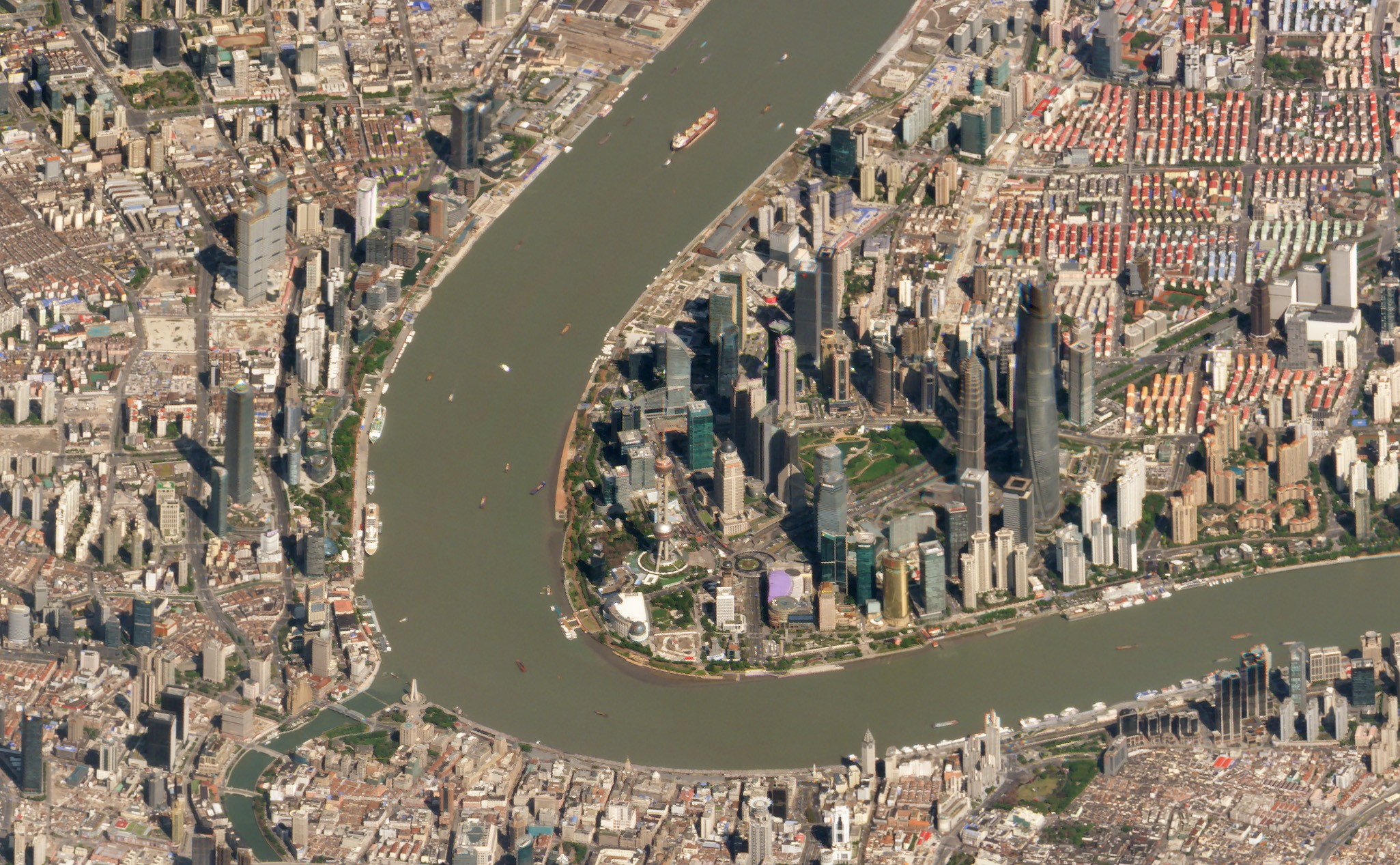
Thượng Hải nhìn từ trên cao.